# You're Gonna Make Me Lonesome When You Go
"You're Gonna Make Me Lonesome When You Go" es una canción del músico estadounidense Bob Dylan publicada en el álbum de estudio de 1975 Blood on the Tracks.

## Versiones
- Ben Watt realizaría una versión del tema en su álbum debut North Marine Drive.
- La reedición en 2004 del álbum de Elvis Costello Kojak Variety contiene un tema extra con una versión de la canción.
- Madeleine Peyroux versionó la canción para su álbum de 2004 Careless Love.
- Shawn Colvin versionó "You're Gonna Make Me Lonesome When You Go" en su álbum de 2005 Cover Girl.
- Miley Cyrus versionó la canción que formaría parte del álbum Chimes of Freedom: The Songs of Bob Dylan Honoring 50 Years of Amnesty International (2012) un álbum en honor a Bob Dylan, en el cual también colaborarían otros artistas, como Adele, Kesha, Maroon 5, entre otros.

## Versión deMiley Cyrus
La versión de «You're Gonna Make Me Lonesome When You Go» fue realizada por la cantante estadounidense Miley Cyrus para el disco Chimes of Freedom: The Songs of Bob Dylan Honoring 50 Years of Amnesty International un álbum en honor a al cantante Bob Dylan, publicada el 24 de enero del 2012 como el primer sencillo del álbum y producida por Amnistía Internacional.